# Portrait de Marguerite de Gonzague, princesse de Mantoue
Le Portrait de Margherita Gonzaga, princesse de Mantoue est une peinture à l'huile sur toile (84 x 67 cm) réalisée vers 1605 par le peintre flamand Frans Pourbus le Jeune. Elle représente Marguerite de Gonzague ou « de Mantoue », duchesse de Lorraine, et princesse italienne de la Maison de Gonzague. La toile est conservée au Metropolitan Museum de New York.

## Source de traduction
- (it) Cet article est partiellement ou en totalité issu de l’article de Wikipédia en italien intitulé « Ritratto di Margherita Gonzaga, principessa di Mantova » (voir la liste des auteurs).